# Фортунаго
Фортуна̀го (на италиански: Fortunago; на ломбардски: Fortünagh, Фортюнаг) е село и община в Северна Италия, провинция Павия, регион Ломбардия. Разположено е на 482 m надморска височина. Населението на общината е 370 души (към 2017 г.).